# Cedeira (parroquia)
Cedeira (llamada oficialmente Santa María do Mar de Cedeira) es una parroquia y una villa española del municipio de Cedeira, en la provincia de La Coruña, Galicia.

## Otras denominaciones
La parroquia también es conocida por el nombre de Santa María del Mar de Cedeira.

## Entidades de población
Entidades de población que forman parte de la parroquia:
- Acea (A Acea)
- Arva (A Arva)
- Areosa (A Areosa)
- Cedeira
- A Xunqueira
- Espasante
- Figaredo
- La Cardosa (A Cardosa)
- Lamelas
- Nobal (Noval)
- O Cotelo
- Regueiro do Couto
- Saíñas (As Saíñas)
- Vilacacín

## Demografía

### Municipio
| Gráfica de evolución demográfica de Cedeira (municipio) entre 2000 y 2019 |
|                                                                           |
| Datos según el nomenclátor publicado por el INE.                          |

### Villa
| Gráfica de evolución demográfica de Cedeira (villa) entre 2000 y 2019 |
|                                                                       |
| Datos según el nomenclátor publicado por el INE.                      |